# 卡圖埃特

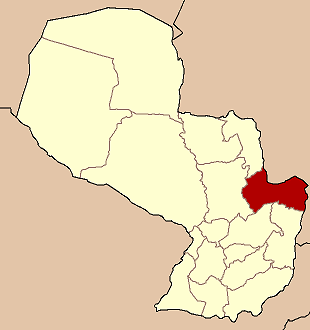

卡圖埃特（西班牙語：Katueté），是巴拉圭的城鎮，位於該國東部，由卡寧德尤省負責管轄，面積816平方公里，海拔高度348米，2002年人口7,489，人口密度每平方公里9.18人。